# Sabine Mazay
Sabine Mazay (eigentlich Sabine Mazajczyk; * 18. Mai 1967) ist eine deutsche Synchronsprecherin.

## Leben
Sabine Mazay ist seit Anfang der 1990er Jahre als Synchronsprecherin tätig. Hauptsächlich leiht Mazay verschiedenen Sprechern in Animationsfilmen und -serien ihre Stimme. Am bekanntesten ist sie durch ihre Rolle in Eureka – Die geheime Stadt sowie als Nala Se im Star-Wars-Kosmos. Insgesamt hat sie mehr als 450 Charakteren ihre Stimme geliehen.

## Synchronrollen (Auswahl)
- 1999–2001: Unten am Fluss – Joanne Rodriguez als Clover (Folge 15)
- 2002–2011: Spooks – Im Visier des MI5 – Miranda Raison als Jo Portman
- 2005–2020: Criminal Minds – Verschiedene Stimmen
- 2006–2012: Eureka – Die geheime Stadt – Salli Richardson-Whitfield als Allison Blake
- 2008–2011: The West Wing – Im Zentrum der Macht – Janel Moloney als Donna Moss
- 2012–2014, 2020: Star Wars: The Clone Wars – Gwendoline Yeo als Nala Se (2. Stimme)
- 2016–2017: The Lodge – Ellie Taylor als Christina
- 2017–2019: The Gifted – Erinn Ruth als Evangeline
- 2019–2024: The Umbrella Academy – Jordan Claire Robbins als Grace / Mom
- 2021–2024: Star Wars: The Bad Batch – Gwendoline Yeo als Nala Se
- 2023: Navy CIS: L.A. – Lesley Boone als Nina Barnes